# 邁阿密鎮區 (密蘇里州薩林縣)
邁阿密鎮區（英語：Miami Township）是位於美國密蘇里州薩林縣的一個行政鎮區。

## 地方資料
邁阿密鎮區的面積為288.61平方千米，當中陸地面積為283.30平方千米，而水域面積為5.30平方千米。根據2020年美國人口普查的數據，當地共有人口517人，而人口密度為每平方千米1.79人。